# Louis Belogenis
Louis „Louie“ Belogenis ist ein US-amerikanischer Saxophonist des Free Jazz.
Belogenis arbeitete mit John Zorn, Ikue Mori, Borah Bergman, Sylvie Courvoisier, Hilliard Greene (Exuberance), Roberta Piket, Billy Mintz, Eivind Opsvik, Reggie Workman und Harris Eisenstadt. Ferner wirkte er bei Aufnahmen von Steve Swell (Magical Listening Hour) und Kevin Norton (Intuitive Structures) und spielte im Duo mit Rashied Ali (The Rings of Saturn, 1999).  Louie Belogenis trat mehrmals auf dem Vision Festival auf, spielte in der Knitting Factory und in The Stone; er war Co-Leader  von Prima Materia und spielte in Joe Gallants Illuminati. Er arbeitete dann im Flow Trio mit Joe Morris (Bass) und Charles Downs (zunächst The Flow, Ayler Records, 2007).
Im Trio  Unbroken mit Shanir Ezra Blumenkranz und Kenny Wollesen entstand das Album Unbroken (Tick Tock, 2005) und im Trio mit Sunny Murray und Michael Bisio Tiresias (2008). Mit dem Flow Trio und Joe McPhee legte er das Album Winter Garden (2021) vor. Belogenis war zwischen 1990 und 2020 bei 21 Aufnahmesessions beteiligt, zuletzt in der Formation Blue Buddha, mit Dave Douglas, Bill Laswell und Tyshawn Sorey.